# 中華人民共和國民族政策

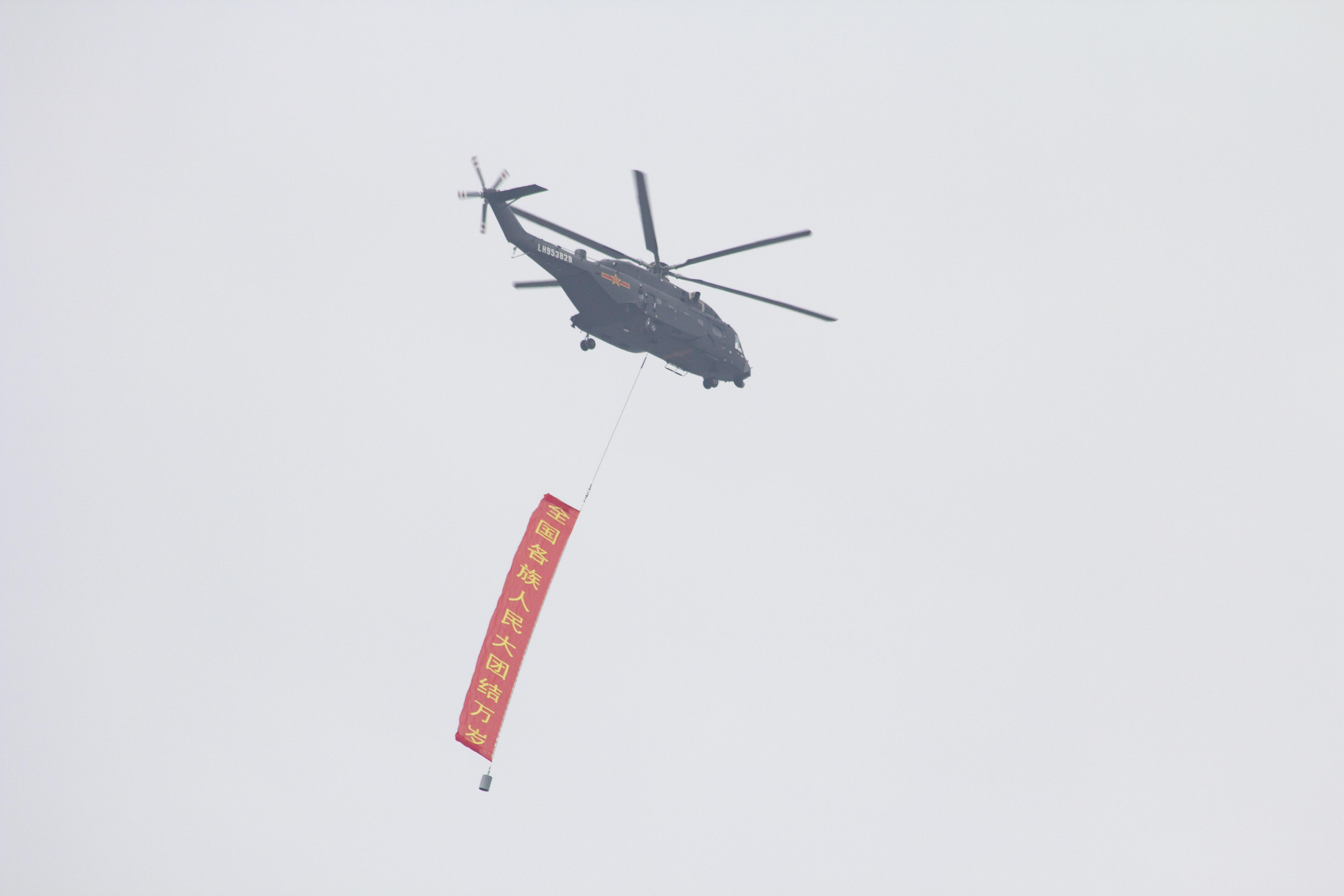
建党百年之际，直-8L携带标语“全国各族人民大团结万岁”飞跃首都北京。

中華人民共和國民族政策是中華人民共和國對境內各民族所採取的政策。中華人民共和國的民族政策早期主要使用蘇聯以人民群眾為主體方式來進行相關的民族政策，以居住在中國的人民和各民族形成社會主義革命群眾為主。從毛澤東於1976過世後，「中華民族」一詞漸漸回復並影響後來的民族政策。
然而在「單一中華民族」與「各民族」的相關民族政策上，關於相關的「中華民族的民族認同是一個學術理論熱點」；由國家民族事務委員會主管的中央級綜合性報紙《中國民族報》及相關的民族理論與政策的學術及文化討論，在2000年以來有要求在法律及政策上確立中華民族的「國族」地位。

## 歷史
中華人民共和國前期的主要社會主義民族政策詞彙為「中國人民」和「各民族」，而自從毛澤東於1976年過世後，「中華民族」一詞才漸漸地取代「中國人民」和「各民族」的說法。這從較中性的居住在中國的「人民」或社會主義革命的「群眾」轉換成較具種族性的「民族」反映了中華人民共和國變動的文化認同政治。
最早可追溯到1931年中华工农兵苏维埃第一次全国代表大会通过的《中华苏维埃共和国宪法大纲》以及《关于中国境内少数民族问题的决议案》。出于共产主义理想，中共根据马克思的民族平等、列宁的民族自决思想反对中国传统历史观民族观，对各族人民进行马克思主义思想改造，塑造马克思主义民族观。据此，中国政府制定多种政策法规对汉族权利作出限制。民族区域自治制度是出于反对相关部门认为的“大汉族主义”，贯彻和建立少數民族在法律等政策上有所優待，地位上超越漢族公民，但對漢族民眾有逆向歧視的制度（參考兩少一寬），而这就是当局认为的“民族平等”政策。
习近平在2012年上任中共中央总书记后，中共当局加强了中国的民族融合政策。

## 相關定義與發展

### 「中国」的多重定义
自汉代开始，人们常把汉族建立的汉族王朝称为“中国”，後來“中国”一词於古籍中亦指不同民族入主漢地後建立的王朝：
- 《三國志》：「今中國（曹魏）勞力，亦吳、蜀之所願。」；「若能以吳、越之眾與中國（曹魏）抗衡，不如早與之絕」[17]；
- 《元史》：「至元二十七年，帝怒，欲再發兵，丞相完澤、平章不忽木言：『蠻夷小邦，不足以勞中國（大元）。張立道嘗再使安南有功，今復使往，宜無不奉命。』」[18]。

然而有一种史学观点则是以汉族为首的王朝政治统治所及的范围为准，以汉族或汉族建立的王朝代替中国，並稱之為是客观历史的必然结果。特别是当外族入侵、民族矛盾达到极端尖锐的时候，汉族的王朝就更其有了“代表中国”的意义。又有學者指出，五胡列國、北魏、西夏是渗透王朝，遼、金、元、清諸王朝或政權则是征服王朝。此外，中华民族过去与汉族是同义词，现在包括中国各民族。另外，歷史上的柔然自稱為「漢」，更向南齊提出「光復中華」的意願。
最遲到康熙時期，「中國」一詞便成為了一個多民族統一國家的稱呼，中華各民族也由此開始「以一個主權國家——中國的身份活動於世界舞台」。
一些历史学家则认为上述说法是传统汉族封建统治阶级的遗产，认为不宜以历史上中原王朝的变更和伸缩为历代中国领土范围的作法，也不能将现代中国疆域当做中国历史的范围，而是主张从清朝最鼎盛时期版图为准，凡在此版图之内的政权就是历史上的中国。以后者的中国则包括了费孝通定义的中华民族（包含主体民族汉族和满、蒙、回、藏、苗、壮、维等数十个少数民族）。另一種种定义為：“正因为如此，在过去的几千年的历史当中，虽然我国各民族之间也曾发生过无数次的战争甚至由少数民族掌握国家政权，但都末导致中华民族的分裂和解体。从这个意义上来讲，国家的利益始终高于民族的利益。”。

### 费孝通的中华民族多元一体论
费孝通的中华民族多元一体论最终成为了官方意识形态，并以古史辨派的史学观点对汉族一元史观进行解构，打破华夏一元中心起源论，亦指出：“旧中国大汉族主义统治下，把汉语文作为国语、国文。新中国坚持民族平等，不允许任何民族语言具有特权，而改称“汉语”“汉文”。把汉语当成“国语”、“中国话”的说法是不允许的，这样容易造成误解；中华民族多元一体格局中的“一体”，显然应该是政治上的一体，而有的文章提出中华民族已经成为一个民族的观点，显然不符合我国是统一的多民族国家的事实；“炎黄子孙”，最初是海外同胞为推进祖国统一大业而提出来的政治性口号，炎黄子孙在史实上主要指汉民族和南方一部分少数民族。中宣部曾数次通知，指出应该用“中华民族”一词替代炎黄子孙的用法。上述不科学的提法，不利于民族团结大业。新闻媒体应予以足够重视。”国务院也曾經通知文宣部门不得再用“满清”一词。还有一些人认为颂扬岳飞、文天祥诸先烈时表现出来对少数民族的贬损意识，而有學者指出：「对于别有用心的歪曲和恶意中伤，我们要申明历史，古代中国少数民族入主中原与在現代國際秩序下日本帝国主义侵略中国是完全两码事」。

### 谭其骧的版图中国论
谭其骧在其著作《历史上的中国和中国历代疆域》提出 现代的中国人不能拿古人心目中的"中国"作为中国的范围。也不能拿今天的中国范围来限定我们历史上的中国范围，而是清朝鼎盛版图的范围为中国历史上的范围，在这个范围之内活动的民族，都是中国史上的民族；在这个范围之内所建立的政权，都是中国史上的政权。对于高句丽，当其定都现中国境内时，就是中国历史上的政权。但是等到公元427年迁都朝鲜半岛时，就不是中国历史上的政权了，不管其在朝鲜半岛还是中国东北的领土都不是中国历史上的范围。这也成为了中国大陆历史观和意识形态。

### 马克思主义民族观
马克思主义民族观出自列宁、斯大林对于民族沙文主义的描述。列宁把世界划分为压迫民族和被压迫民族，无产者要通过让步取得异族的信任，通过无产阶级的团结一同实现共产主义社会，并主张被压迫民族享有民族自决权。列宁提出民族区域自治是解决民族问题的根本制度，能摆脱资产阶级的民族纷争，防止工人被民族文化分化，防止无产阶级被资产阶级民族主义教唆互相残杀。被压迫民族的解放运动是世界社会主义运动的一部分，中国共产主义認為汉族是压迫民族，少数民族是被压迫民族。
受共产国际的影响，早期中国共产党也把民族自决作为解决民族问题的原则，宣布少数民族地位平等以巩固红色政权，树立清朝版图捍卫者的形象。因为中国真正成为一个多民族国家始于清朝。树立马克思主义民族观就成为了增强民族团结的前提。中共指责在过去的中国统治者历来实行民族压迫政策，把制造各民族地位的不平等，利用和挑动各民族之间的矛盾，作为维系自己统治的手段。把少数民族地区的落后归咎于国民党统治阶级对少数民族的剥削、压迫和歧视。因此，中共掌权以后相仿苏联逐步推行民族区域自治，设立自治州、自治县、自治区三级。成立了包括新疆维吾尔自治区、广西壮族自治区、宁夏回族自治区、西藏自治区以及29个自治州、54个自治县（旗）。相比国民党只承认满蒙回藏四个少数民族而言，中共允诺对少数民族的扶助政策，强调汉族在历史上对不起少数民族，要向少数民族还债、赔不是。因此到了1953年，有超过400个不同少数民族申请被政府承认独立出来设置自治区域。中央政府不得不动用了人类学、民族学、历史学的知名学者组成考察小组进行查实。于是到了1978年，政府宣布全国有56个民族一直沿用到现在。在与邓小平谈话以后，费孝通提出了“中华民族多元一体格局”。在邓小平的督促下，民族自治也得到了前所未有的加强。2004年，中共宣布中国已有少数民族官员300万人。
马克思主义民族观指导下的中国民族政策，则极力维护少数民族利益。20世纪80年代以后，政策上对少数民族进行全面的倾斜，并全面按少数民族人口比例分配社会资源和政治资源。一些民族政策走向极端，如新疆的少数民族成员在招生、招工和招兵中都要占60%的“三个百分之六十”政策以及对少数民族罪犯实施的“两少一宽”政策等。中共强调大民族要以对待自己的不平等来帮助小民族实现与大民族“事实上的平等”。同时反对文化上同化少数民族，因为按毛泽东理论，国家消亡后民族才会消亡，经济和政治上的平等不妨碍少数民族民族民族意识的觉醒。少数民族人口40年增加7000多万成为中共的一项政绩。
中国在改革开放的同时，加强民族区域自治，並宣稱將汉族在内的各民族“中华民族化”而非“汉化”，并以费孝通《中华民族多元一体论格局》为基调开始构建马克思主义下的多元一体中华民族。

### 聯合國有關法案
聯合國頒佈的《世界人權宣言》，該宣言未規定因為是少數群體或種族就該享有超越其他群體或種族的更多特權或待遇，明確說明了人人平等，不分種族、膚色、性別等區別來規定個人應該享受權益的多或少。該宣言更多的是倡導無種族之分的人人平等，少數和多數皆為人，人人平等之：
根據《世界人權宣言》：
- 第2條：人人有資格享有本宣言所載的一切權利和自由，不分種族、膚色、性別、語言、宗教、政治或其他見解、國籍或社會出身、財産、出生或其他身分等任何區別。 並且不得因一人所屬的國家或領土的政治的、行政的或者國際的地位之不同而有所區別，無論該領土是獨立領土、托管領土、非自治領土或者處于其他任何主權受限制的情況之下。

- 第7條：法律之前人人平等，並有權享受法律的平等保護，不受任何歧視。人人有權享受平等保護，以免受違反本宣言的任何歧視行爲以及煽動這種歧視的任何行爲之害。

## 第一代民族政策

### 少数民族的特殊待遇
中华人民共和国制定了许多政策法规来限制保障少數民族的权利，以平衡汉族因人口、文化、语言、历史等因素形成的巨大既有优势。除了国家法律《民族区域自治法》外，还有行政法规《城市民族工作条例》和《民族乡行政工作条例》。《扶持人口较少民族发展规划》、《少数民族事业“十一五”规划》和《兴边富民“十一五”规划》，从项目、资金、政策等多方面加大了对少数民族和民族地区的支持力度。此外，民族自治地方共制定了自治条例139件，单行条例777件，根据本地实际对法律和行政法规的规定作出变通和补充规定75件，13个辖有民族自治地方的省都先后制定了实施《民族区域自治法》的若干规定或意见，贯彻实施民族区域自治法的地方性法规，民族自治地方制定了137个自治条例、510个单行条例、75个变通和补充规定。2011年国家民委政策法规司出台《民族法制体系建设“十二五”规划（2011—2015年）》进一步强化民族区域自治和少数民族权利保护。
例如：
- 民族區域自治制度：建立5个自治区、30个自治州、120个自治县（旗）、数千个自治乡。目前民族自治地方的面积占全国国土总面积的64%左右。[64]
- 少数民族在教育、就业、提幹等各方面享受优惠，维吾尔、回、朝鲜、纳西等十几个少数民族每万人平均拥有的大学生人数，已经超过全国平均水平；
- 在扶贫资金、建设项目上向少数民族地区倾斜；
- 设立少数民族发展教育补助费、民族地区补助费、民族自治地方机动金、边境建设事业补助费、支援经济不发达地区发展资金、少数民族发展资金；除少数几个自治州、自治县财政收支平衡或略有上缴外，其他均靠上级财政补贴过日子，通过财政转移支付制度实现。[65]
- 对少数民族地区开展对口支援和经济技术协作；北京支援内蒙古、河北支援贵州、江苏支援广西和新疆、山东支援青海、上海支援云南和宁夏、全国支援西藏；中央各部门对口帮扶贫困地区；中央国家机关、全国18个省（市）和17个中央企业对口支援西藏；[66]中國政府每年亦會給予西藏一定金額的補貼，於1997年，中共中央就給予了四億六千萬美元的補貼資助[67]，美國國務院也肯定中共中央對西藏地區的貢獻[68]；
- 制定了扶持人口较少民族发展规划；
- 北京、江苏、新疆等16个省（区、市）以及广州、昆明、成都等多个中心城市，都有专门立法，保障清真食品的供应和管理；
- 保证少数民族在官员、代表中占一定比例；比如胡耀邦提出的“少数民族地区的干部当中少数民族的干部要占60%以上；大专院校招生中少数民族的学生录取比例要占60%以上；中央投资中，用于民族事业的经费要占60%以上。”[69][70][71][72][73]

- 为少数民族创造文字，实行民族语言教育；
- 地方自治政策，自治地区政府首长必须由少数民族担任。但是自治地方党委书记一般是由汉族担任，且党委书记权力高于地方首长。
- 国家教育部规定，少数民族学生报考研究生时，单独划线、降分录取。很多少数民族学生以低于汉族学生10分的成绩考上研究生。如中央民族大学录取来自少数民族地区的少数民族考生的分数就要大大低于其他考生。少数民族学生还可以通过报考普通高校民族班、预科班进入高校学习，报考预科班和民族班的少数民族考生可以降低80分被录取。当前，高校的少数民族在校生中，有10%在预科和民族班学习。
- 汉族及人口超过一千万的少数民族执行严格的计划生育，绝大多数情况下一对夫妻只能生一个孩子，一些人口低於一千万的少数民族则可以多生；如果其他民族尤其是漢族公民生育超过一个孩子，他們的父母将面临巨额罚款或者强制结扎以及上环[74][75]。有的少數民族即使人口超過一千萬，也有不會被強制結紮而順利生育至六個孩子的情況發生，比如2014年8月現報的《宁夏回族夫妇六年连生三对龙凤胎》[76]。

《中发〔1984〕第5号文两少一宽件》规定的对少数民族公民犯罪的“两少一宽”政策：“对少数民族的犯罪分子要坚持‘少捕少杀’，在处理上一般要从宽。”
在深圳华强路曾經發生這樣一次事件：一位女青年向维族小贩购买核桃仁，摊上标明的价格是25元一公斤。等过好秤付钱时，一公斤却要收125元，维族小贩坚持说25元前那小小的一撇是“1”。双方发生争执，女青年想放弃购买，小贩却拉着不让走，最后对女青年大打出手。附近的保安过来干预，引发附近所有的维族小贩前来助战。此事的后果是第二天上百维族人到深圳市委门口静坐请愿，认为这是民族歧视。深圳市政府与市委的做法是尽力安抚并赔偿了“参战”小贩们的损失，然后通知各报社，不许报道这起纠纷，并让各单位口头通知市民，尽量不要去购买维族人的商品，以免因语言不通发生误会引致冲突。
評論認為这种欺诈性的买卖如果发生在同民族人之间，最多只会当作商人缺乏商德的事例，但一牵扯到两个不同民族，就可能成为火药桶的引线，並指出中国政府对汉人严厉、对少数民族怀柔并非无因，因在当局眼中，汉族是“家生奴”，怎么对待都不会产生“外心”。所以新疆的汉族移民值得同情，因在正常情况下，他们承受着来自政府那种逆向歧视的少数民族政策；而在冲突中，他们因为手无寸铁与处于弱势，往往又成为民族矛盾的牺牲品。在少数民族地区（包括维、汉、回、苗、彝等所有少数民族聚居地在内），中國政府当局一直在努力扮演着“超民族的政府”、“各族共和的政府”这一角色，并采取了一系列被汉族人称之为“逆向歧视”的少数民族政策。这一政策的基本精神可概括为政治上怀柔、经济上优惠。比如计划生育政策只用于汉族，并不在少数民族地区推行。在涉及到汉人与少数民族冲突时，汉人受到的惩罚严重得多，少数民族人士惩罚极轻甚至不受惩罚。
發生在上世纪70年代一項事例:湘西在修铁路时，同去的漢族知青与当地苗族人发生冲突最后暴力相向，虽然事件起因责任并不在汉族知青，但最后却有几人被判死刑，而苗人基本是教育了事，最严重的只是拘留。

### 中華人民共和國对少数民族的扶贫政策
1994年-2000年，湖南省共安排给民族地区的扶贫资金达24.6亿元，安排给少数民族贫困人口的人均扶贫资金为1445元，比全省平均水平高432元。浙江省对西藏那曲地区的对口援助资金高达8.4亿。中央开展援疆工作十几年来，各地已累计向新疆无偿援助资金物资折合人民币43亿元，与新疆实施合作项目1200多个，到位资金250多亿元。2011年汉族援疆资金超过百亿，为新疆少数民族提供免费住房。2011年至2015年山东省对口支援资金量约为47.2亿元，其中安排援建项目资金45.61亿元，预备费1.59亿元。援建项目资金中，安居富民工程、教育、卫生、就业培训等民生项目资金34.63亿元，占75.93%。1994年以来，中国政府先后安排60多个中央国家机关、全国18个省（直辖市）和17个中央企业对口支援西藏，截至2008年底，累计投入对口援藏资金达11128亿元，安排6050个对口援藏项目。1994年至2001年，中央又直接投资西藏建设了62项工程，总投资达48.6亿元，15个对口支援省和中央各部委无偿援建716个项目。过去中央财政对少数民族地区实行年增长10%的财政补助政策，几年下来因中央财政收入年增长率只有4%-6%，无法承受，就取消了这个政策，变为定额补助。少数民族地区对此意见很大，强烈要求中央继续给予递增的政策补助。

### 少数民族双语教学政策
中共依据毛泽东断言的民族在国家消亡之后才会消亡，提倡对少数民族进行双语教育，培养其民族意识。不仅规定民族地区可举办民族小学、民族中学、民族师范学校、民族职业学校、民族中等专业技术学校以及民族高等院校，还在1986年《中华人民共和国义务教育法》中规定：“招收少数民族学生为主的学校，可以用当地民族通用的语言教学”；但相關條文在2006年修訂之《义务教育法》已消失。2002年《国务院关于深化改革加快发展民族教育的决定》进一步强调，要尊重和保障少数民族是用本民族语文接受教育的权利，加强民族文字教材建设；编译具有当地特色的民族文字教材。要把民族文字教材建设所需要经费列入教育经费预算，资助民族文字教材的编译、审定和出版，确保民族文字教材的足额供应。大力推进民族中小学双语教学。2006年财政部、教育部印发《少数民族教育和特殊教育中央补助专项资金管理办法》，规定少数民族教育中央补助专项资金的用途为：“重点用于支持教育主管部门设置的中西部地区少数民族义务教育阶段中小学骨干师资“双语”培训，兼顾体现民族教育特色的教学仪器设备购置等。”给少数民族教育发展提供了额外的经费支持。
1992年，沿海省、市与143个少数民族贫困县结成“一对一”帮扶关系。2000年教育部等联合印发《关于东西部地区学校对口支援工作的指导意见》，正式启动“东部地区学校对口支援西部贫困地区学校工程”和“西部大中城市学校对口支援本省（自治区、直辖市）贫困地区学校工程”对民族地区给予倾斜。20世纪60年代开始在普通高校举办民族班，从而使少数民族学生能够以较低分数进入高校学习。20世纪80年代，一些全国重点大学和部分省属高等院校举办了民族班，一些中学、中等专业学校也举办了民族班。对于西藏和新疆，还设立了专门的内地学校西藏班和新疆班。
2021年，全国人大常委会指，有地方性法规规定，各级各类民族学校应当使用本民族语言文字或者本民族通用的语言文字进行教学；还有的地方性法规规定，经本地教育行政部门同意，有条件的民族学校部分课程可以用汉语言文字授课。对此，全国人大常委会法工委审查认为，上述规定不合宪，与宪法第十九条第五款关于国家推广全国通用的普通话的规定和国家通用语言文字法、教育法等有关法律的规定不一致，已要求制定机关作出修改。

### 中共民族政策下的文艺政策
新中国成立以来的文学艺术，一直与当代社会政治保持密切的联系，形成了中国特色社会主义文化价值取向的历史文化逻辑。当代政治影响文艺的主要途径就是通过各种政策措施来调控文艺的发展。首先简单照搬马克思主义经典的论述，其次是求新、求变，充满乌托邦幻想，再次是追求社会主义新文化新价值，颂扬主旋律、在多样化发展中强化主旋律，处处以领导讲话为基础制定文化政策。严格贯彻“二为”方向和“双百”方针，为人民服务，为社会主义服务以及百花齐放，百家争鸣。主旋律，社会主义价值观，民族团结是中共文艺政策的基本指导思想。说到底，中共要求文化创作必须同党的性质和宗旨相一致。中共文艺政策要求文艺创作“站在党的立场，站在党性和党的政策的立场”。2011年《中央关于深化文化体制改革若干重大问题的决定》更是加强了文艺控制的力度，强调党对社会主义文化的引领，试图维系中国特色社会主义共同理想。新闻媒体坚持正确导向就是看是否符合社会主义核心价值体系的要求，要求所有媒体都应当非常明确、非常自觉。于是文艺作品必须表现社会主义核心价值体系的内涵。
有聲音指出：從1980年代末起，中共一反民國以來政治家對「滿清」的眨斥，鼓勵史學界與文藝界競相掀起歌頌清代帝王的浪潮。從努爾哈赤、皇太極、順治、康熙、雍正、乾隆以至多爾袞、孝莊文皇后，個個雄才大略。
音像出版成为中共民族政策以及弘扬主旋律的前沿阵地。當中有無意地「冒犯」了少數民族的影视作品也遭到投訴的例子，如2000年夏，浙江电视台播放的电视连续剧《张文祥刺马》中，出现了在道光年间任两江总督的山东菏泽回族马新贻的家族祭祖和祭祀时，在供桌上供有猪头的镜头，从而引起一些回族的强烈不满。陕西省委宣传部、省民委等部门对此事进行调查处理。當局亦下令新时期的历史剧在选材應摆脱大汉族主义史学观点的影响，並加强对多民族的中华民族总体观念的认识，要求重视对有利于加强各族人民大团结的史剧题材的发掘。

## 第二代民族政策
在学术界方面，出于对民族冲突的反思，清华大学国情研究中心主任胡鞍钢與學者胡联合发表了《第二代民族政策：促进民族交融一体和繁荣一体》。文中提出效仿美国，培养中华民族意识，淡化区分汉族和少数民族，取消少数民族的特权，平等的推行计划生育，取消民族区域自治制度，推行普通话，不断淡化公民的族群意识和56个民族的观念，不断强化中华民族的身份意识和身份认同，切实推进中华民族一体化，促进中华民族繁荣一体发展。不过，郝時遠、黄铸则指责第二代民族政策违宪，是撕毁和废除国家宪法条文，把少数民族当敌对势力。
也有学者认为，第一代民族政策下只对少数民族优惠的政策，从本质上来讲，这种优惠是违反人生而平等的宪法精神的，因为它造成了另一种不平等,并认为这是一种逆向歧视。亦有學者指出：「（西藏自治區內的）社會在任何方面的不滿，幾乎都會轉變為政治上的不滿，隨之就會喊出要求西藏獨立的口號，而西藏的『穩定集團（權貴）』往往利用政局的不穩定向北京取得巨額撥款、各種福利和社會保障。」。
“第二代民族政策”这一概念引发的一系列学术争论被姚新勇归纳为“'民族问题'反思潮”，他认为“雖然「第二代民族政策」之建言在2011年9月才出現，但與其思維相近的「國家行動」已經啟動了一段時間了。”因此该建言的提出很可能是中共民族政策转向的“探路石”。
2010年，时任中共中央总书记胡锦涛在第五次西藏工作座谈会上首次提出“民族交往交流交融”这一概念，随着习近平成为中华人民共和国最高领导人，相关概念被进一步提出并加以体系化，随着2014年中央民族工作会议、2019年中共十九大、2021年中央民族工作会议等的召开，中国官方将习近平上台以来民族政策的转向称为“新时代党的民族工作”，“铸牢中华民族共同体意识”被确定为民族工作的主线，相关政策包括推广汉语、推动宗教中国化等。如中國內蒙古自治區教育廳於2020年8月26日發布了小學課程改革方案。本次课程改革要求以蒙古語授課的小學（民族學校）的語文科自2020年9月1日起改用教育部统编教材、道德与法治科（2016年前稱品德与社会）在2021年秋改用教育部统编教材、以上兩科目取消地方语言教学改以国家通用语言文字（普通話）授課。
美國媒體洛杉磯時報和美國哈佛大學新清史學者Mark C. Elliott认为，习近平在2012年上任中共中央总书记后，开始摒棄以前蘇聯式的蘇聯本土化政策，改為走类似西方的民族大熔爐政策，尤其是美國式大熔爐，称之为“第二代民族政策”，以期解決中國的民族問題。

## 批评

### 打壓少數民族
西藏的人权是一个有争议的话题。据报道，西藏侵犯人权的行为包括限制宗教、信仰和结社自由；任意逮捕；拘留期间的虐待，包括酷刑；强迫堕胎和绝育。宗教方面的人权问题，主要与宗教和政治人物有关，例如第十四世达赖喇嘛的流亡，是经常受到批评的话题，另外第十一世班禅和第十七世噶瑪巴的認定方面也有著重大爭議。

2020年內蒙古雙語教育新政策爭議，是指中華人民共和國內蒙古自治區教育廳於2020年8月26日發布的小學課程改革方案所引发的争议。本次课程改革要求以蒙古語授課的小學（民族學校）的語文科自2020年9月1日起改用教育部统编教材、道德与法治科（2016年前稱品德与生活和品德与社会）在2021年秋改用教育部统编教材、以上兩科目取消地方语言教学改以国家通用语言文字（普通話）授課。課改引起一系列抗議活動，地方公安局視之為寻衅滋事和非法集会，數十名以上家長、教師等被捕或軟禁，抗議活動在中國大陸主要媒體中獲極少報導，網絡上相關話題大多被审查。直到9月內蒙古當局才出面緩和局勢，後教育廳澄清並保證「五個不變」，除了小學語文、小學道德与法治科、初中歷史科這三個科目，其他科目教材不變、授課時的語言文字不變、蒙語文及其他母語課時不變、現有雙語教育體系不變。 后“五個不變”又被认为不符合中央政策而推翻。

### 歧視漢族
批評者認為，如果只照顧少數群體的同時卻忽視甚至損害多數群體的正當權益，便是逆向歧視的表現。就中國大陸的中考對少數民族加分制度，有意見認為：如果过分保护，就是对其他人不公平，是一种「逆向歧视」。陕西、宁夏、甘肃等部分地方政府过于偏袒少数民族及宗教势力，甚至协助特定宗教（尤其是伊斯兰教）打击其他或非教徒，该行为也引发了一些中国民众的不满，例如2016年4月，热衷于在网上评论时事的西安道士梁兴扬因批判回族军阀马家军的主要人物之一马步芳，而被西安警方以“破坏民族团结”为由带走调查。
非大陆报刊《太阳报》也登载文对第一代民族政策评论道：「在中國五十六個民族之中，最受歧視的不是少數民族，恰恰是人數最多的漢族。漢族與少數民族沒有站在同一起跑線上，大學畢業找工作，在同等條件下，少數民族優先錄取；在職位升遷時，少數民族也有優勢，不管是哪一級政府，一定要有少數民族的代表。內地官場有「無知少女」的說法：「無」代表無黨派，「知」代表知識分子，「少」代表少數民族，「女」代表女性。如果閣下是少數民族，升官的機率比漢族高得多。即使不考大學、不做官，少數民族仍有特權，就是不受計劃生育的限制，想生多少個就多少個。到西藏或新疆去看一看，一家有三、四個孩子是很正常的事；漢族就可憐了，計生標語上說：「打下來，流下來，就是不能生下來」，其殘忍不言而喻。漢族超生變成不可饒恕的大罪，長此以往，少數民族人口上升，漢族人口減少，是不可避免的大趨勢。當局在處理民族的問題上軟弱無能，只好一再犧牲漢族的利益，令漢族淪為二等公民，難怪有漢族人以冒充少數民族為榮。」。

### 造成族群对立
BBC刊出一篇由中國政治學者劉軍寧所撰寫的文章，指現時中國的民族制度是根據當初列寧、斯大林的馬克思主義民族觀，但這種民族劃分的制度非旦沒有解決預期的問題，相反國內的民族問題反而呈現出加速惡化的態勢。他認為在各族群之間實行差別待遇。不僅造成了族群之間的鴻溝，而且還區分出多數民族與少數民族的差異、敵意與對立，並最終從摩擦走向衝突，兩邊不討好。認為應取消民族身份的劃分，建立國族的身分概念，實行人人平等，才是長治久安的基礎。